# Cédric Vanoukia
Cédric Vanoukia est un footballeur français né le 20 avril 1982 à Rennes. Il évolue au poste de défenseur.

## Biographie
Cédric Vanoukia commence sa carrière à l'Intrépide de Sainte-Anne. Il intègre le centre de formation du Stade rennais à l'âge de 15 ans en 1997. Durant sa formation, il est sélectionné en équipe de France des moins de 17 ans puis en équipe de France des moins de 18 ans dont il est le capitaine. Après avoir intégré le groupe professionnel, il part après l'arrivée de Christian Gourcuff. 
Il signe alors au Stade brestois 29 en National où il évolue durant trois saisons. Après la montée en Ligue 2, promis à un rôle de remplaçant, il signe à l'AS Cannes où il joue peu en raison de blessures.
Lors d'un match amical avec la sélection de Guadeloupe, il se blesse gravement. Il rebondit alors à La Vitréenne en CFA pendant deux saisons, puis signe en 2008 à l'US Quevilly.  
En janvier 2013, il signe à l'AS Cherbourg.
En juin 2013, il rejoint l'AS Beauvais Oise en CFA avec comme objectif de remonter en National. En février 2014, il met un terme à sa carrière pour cause de troubles cardiaques.
Avec la sélection de Guadeloupe, il participe aux éditions de 2007 et de 2008 de la Coupe caribéenne des nations.
En 2015, Cédric Vanoukia intègre l'équipe des éducateurs du centre de formation du Stade rennais.
En 2020, il intègre le club de l'US Bel Air. 
En avril 2022, après deux ans de formation au CNF Clairefontaine, il est diplômé du brevet d'entraîneur formateur de football (BEFF). 

## Palmarès
- Champion de CFA en 2011 avec l'US Quevilly
- Finaliste de la Coupe de France en 2012 avec l'US Quevilly